# 모하마드 오마르
무하마드 오마르(다리어·파슈토어: ملا محمد عمر, 영어: Mohammed Omar, 1960년 ~ 2013년 4월)는 아프가니스탄 일대에서 활동하는 테러 조직인 탈레반의 최고 지도자였다. 1996년 아프가니스탄 이슬람국을 무력으로 전복시킨 후, 아프가니스탄 이슬람 토후국을 설립하고 아미르에 올라 국가 최고 지도자가 되었다. 2001년 북부동맹에 의해 수도 카불이 탈환되어 실각했다.

## 생애
아프가니스탄 남부 칸다하르 근교 출신이다. 파키스탄의 이슬람 신학교(마드라사)에 배워서, 소련의 아프가니스탄 침공에 맞선 무자헤딘으로서 싸웠다. 군웅할거의 아프가니스탄에 1994년경부터 나타난 신흥 세력 탈레반의 지도자다. 1996년 카불을 점령한 뒤 새로운 정권인 아프가니스탄 이슬람 토후국(Islamic Emirate of Afghanistan)을 발족시켰고, 그 수장(아미르)에 취임했다. 탈레반은 종교적인 유대를 축으로 발족한 정권이며, 수장의 칭호도 한 때의 칼리프를 모방한 것이었다. 오마르 자신은 마드라사의 교육을 수료하지 않았고, 종교적인 권고를 발표하는 권한은 갖지 않았다.
탈레반 정권은 이슬람의 가치관에 근거한 아프가니스탄의 부흥을 목표로 했지만, 이슬람의 이름의 아래에서 국민에게 여성의 교육 금지 등 극단적인 인권침해를 실시했기 때문에 국제적으로 고립했다. 한층 더 미국에 대한 테러 행위의 흑막이라고 주목받고 있던 사우디아라비아인 오사마 빈 라덴을 손님으로서 맞아들여 숨겨둔 것으로부터, 미국과 격렬하게 대립한다.
2001년 9월 11일, 미국 동시 다발 테러 사건이 일어나, 오사마 빈 라덴이 그 최대중요 용의자로 간주해져 탈레반은 미국으로부터 그 신병의 인도가 요구되지만, 오마르는 이것을 거부했다. 이 때문에 탈레반은 미군의 공격 대상으로 여겨져 미군과 북부 동맹의 공격에 의해 동년 12월까지 정권은 붕괴했다.
오마르는 탈레반 정권 붕괴와 함께 잔여의 병사와 함께 도망, 그 다음은 소식 불명이 되고 있다. 일설에는, 아프가니스탄과 파키스탄의 국경 지대를 전전하면서 아프가니스탄의 친미 정권에 대한 적대 행동을 지휘하고 있다고 한다.
또, 2006년 초에 아프가니스탄 국군에 의해 구속된 탈레반의 모하마드 하니프 보도관의 진술에 따르면, 오마르는 현재 파키스탄군의 보호하에 있어, 파키스탄 국내의 안전한 장소에 있다고 한다.
2011년 5월 23일, 오마르가 파키스탄 퀘타 지역에서 북와지리스탄으로 가던 중 사망했으나 사인에 대해선 밝혀지지 않았다. 이 사실은 아프간 민영 방송 아프간 톨로 TV와 보안 관리에 의해 알려졌으나 탈레반은 이에 대한 사실을 부인하였다.
2015년 7월 30일에 아프가니스탄의 대통령실에서 오마르가 2013년 4월 병사하였다고 밝혔다.